# چاقوی استیک

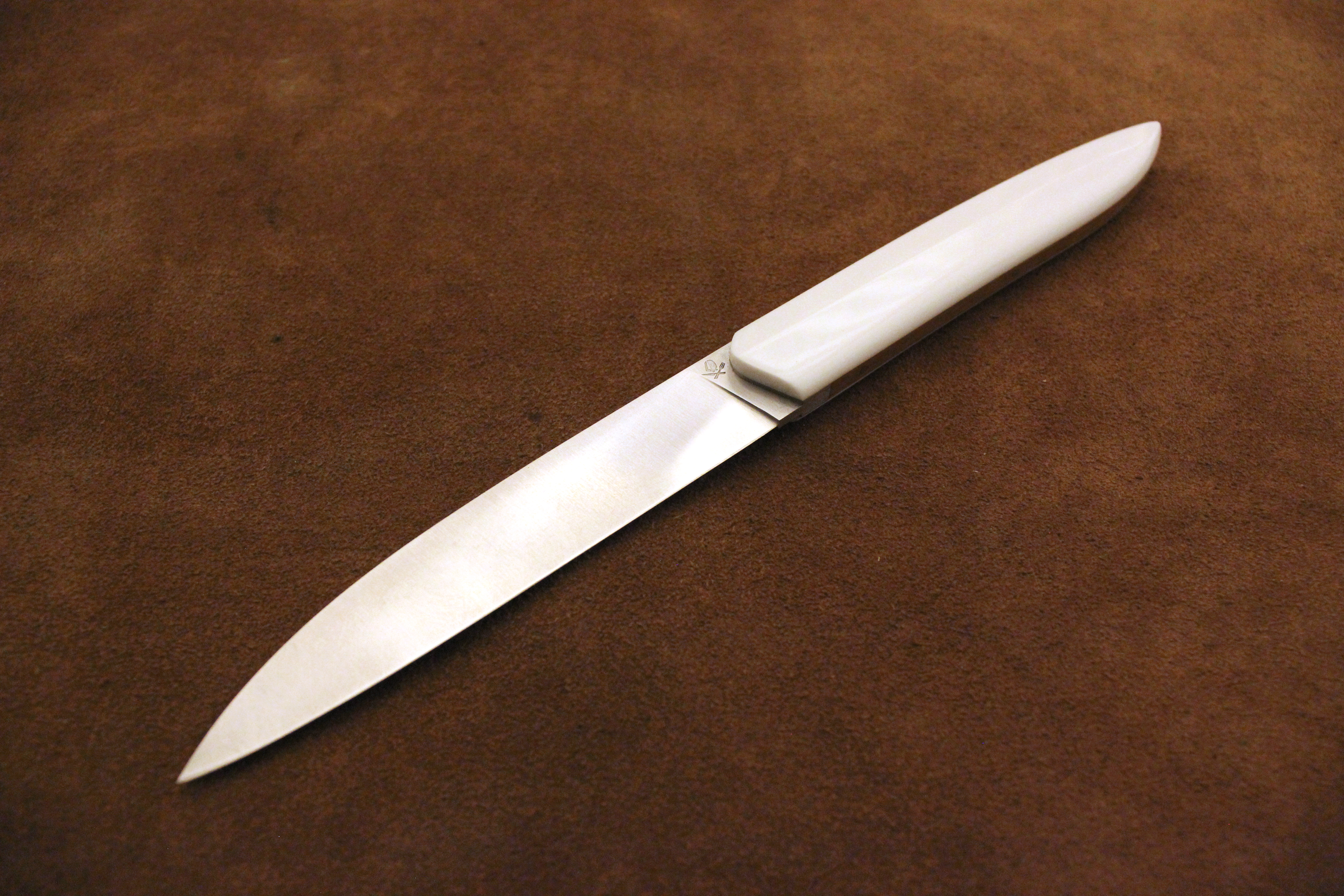

چاقوی استیک (انگلیسی: Steak knife) نوعی چاقو از جنس فولاد ضد زنگ و شبیه چاقوی رومیزی است که برای بریدن استیک استفاده می‌شود.